# Maria Filippi-Jóźwiakowska
Maria Filippi-Jóźwiakowska (także Filippi-Mikorska, działała w latach 1887-1901) – polska aktorka i przedsiębiorczyni teatralna, dyrektorka teatru prowincjonalnego w latach 1889-1890, śpiewaczka operetkowa.

## Kariera teatralna
Występowała w zespołach teatrów prowincjonalnych: Józefa Puchniewskiego (1888), Józefa Teksla (1888), Kazimierza i Stanisława Sarnowskich (1889), Aleksandra Łaskiego (1890–1891), Jana Szymborskiego (1892), Felicjana Felińskiego (sez. 1895/1896) a także w warszawskich teatrach ogródkowych: "Belle Vue", "Wodewil", "Alhambra", "Eldorado" i "Fantazja". W 1889 r. występowała w Odessie. W sez. 1893/1894 grała w teatrze łódzkim. W latach 1896–1900 należała do zespołu teatru krakowskiego. W sez. 1900/1901 występowała w teatrze w Sosnowcu. Początkowo grała w wodewilach i operetkach, a w okresie krakowskim także role dramatyczne i komediowe. Wystąpiła m.in. w rolach: Marilon (Don Cezar), Saffi (Baron cygański), Wirgilii (Koriolan), Marii (Dwie sieroty) i Maniewiczowej (Żabusia).

## Zarządzanie zespołami teatralnymi
W latach 1889-1890 prowadziła właśny zespół teatralny, który dawał przedstawienia w Łomży, Radomiu i Lublinie.  